# Plestiodon nietoi
Plestiodon nietoi (синьохвостий сцинк Ньєто) — вид сцинкоподібних ящірок родини сцинкових (Scincidae). Ендемік Мексики. Вид названий на честь мексиканського герпетолога Адріана Ньєто Монтеса де Оки. Описаний у 2012 році.

## Поширення і екологія
Синьохвості сцинки Ньєто мешкають в горах Південної Сьєрра-Мадре в штаті Герреро. Вони живуть в гірських лісах.